# Diotallevio
Diotallevio  è un nome proprio di persona italiano maschile.

## Origine e diffusione
Si tratta di un nome dato prevalentemente ai trovatelli durante il Medioevo, in segno di speranza specialmente per i bambini più gracili. Da questo nome si originò successivamente il cognome Diotallevi, usato con il medesimo scopo.

## Onomastico
Il nome Diotallevio è adespota, non essendo portato da alcun santo. L'onomastico può essere festeggiato il 1º novembre, in occasione di Ognissanti.

## Persone
- Diotallevio D'Antonio, pittore italiano
- Diotallevi di Angeluccio, pittore italiano